# Liste der Kulturgüter in Echallens
Die Liste der Kulturgüter in Echallens enthält alle Objekte in der Gemeinde Echallens im Kanton Waadt, die gemäss der Haager Konvention zum Schutz von Kulturgut bei bewaffneten Konflikten, dem Bundesgesetz vom 20. Juni 2014 über den Schutz der Kulturgüter bei bewaffneten Konflikten sowie der Verordnung vom 29. Oktober 2014 über den Schutz der Kulturgüter bei bewaffneten Konflikten unter Schutz stehen.
Objekte der Kategorie A sind im Gemeindegebiet nicht ausgewiesen, Objekte der Kategorie B sind vollständig in der Liste enthalten, Objekte der Kategorie C fehlen zurzeit (Stand: 13. Oktober 2021).

## Kulturgüter
| Foto |                                                                       | Objekt                                                            | Kat. | Typ | Standort                                    | Beschreibung |
| ---- | --------------------------------------------------------------------- | ----------------------------------------------------------------- | ---- | --- | ------------------------------------------- | ------------ |
| ja   | Datei hochladen · Wikidata zu Schloss Échallens (Q2968367)            | Schloss Echallens / Château d’Echallens KGS-Nr.: 6056             | B    | G   | Place du Château 4–8 538115 / 165917        |              |
| ja   | Datei hochladen · Wikidata zu Rathaus (Q29890746)                     | Rathaus / Hôtel de Ville KGS-Nr.: 6057                            | B    | G   | Place de l’Hôtel de Ville 1 538250 / 165921 |              |
| ja   | Datei hochladen · Wikidata zu Hotel Waage (Q29890748)                 | Hôtel des Balances KGS-Nr.: 6058                                  | B    | G   | Place des Balances 11–13 538458 / 165985    |              |
| ja   | Datei hochladen · Wikidata zu Haus Bezançon (Q29890750)               | Haus Bezançon / Maison Bezançon KGS-Nr.: 6059                     | B    | G   | Grand’Rue 13 538290 / 165888                |              |
| ja   | Datei hochladen · Wikidata zu Reformierte Kirche (Q29890752)          | Reformierte Kirche / Temple KGS-Nr.: 6060                         | B    | G   | Place du Temple 5 538399 / 165824           |              |
| ja   | Datei hochladen · Wikidata zu Museum Weizen und Brot-Haus (Q27480082) | Getreide- und Brotmuseum / Musée du blé et du pain KGS-Nr.: 14606 | B    | S   | Place de l’Hôtel de Ville 5 538281 / 165956 |              |